# Smolič
Smolič je priimek več znanih Slovencev:
- Igor Smolič, pevec tenorist (Ljubljanski oktet)
- Jože Smolič, pleterski... gozdar
- Marija Smolič, prevajalka
- Marko Smolič (*1971), inž. strojništva, MBA, direktor Inštituta za DNK analize
- Nataša Smolič, umetnostna zgodovinarka
- Nuša Smolič, slikarka
- Žiga Smolič, zgodovinar